# Музыкальный фестиваль имени М. И. Глинки
Музыкальный фестиваль имени М. И. Глинки, известный также как «глинковская декада», — ежегодный фестиваль классической музыки; старейший в России. С 1996 года имеет статус всероссийского, с 2011 — международного. Возник благодаря инициативе народного артиста СССР И. С. Козловского. Проводится с 1958 года; приурочен к дню рождения М. И. Глинки (1 июня) и проходит на протяжении десяти дней в конце мая — начале июня. Начинаясь в Смоленске, фестиваль традиционно завершается в Новоспасском, где находится родовое имение Глинки. Помимо музыки самого М. И. Глинки, в программу фестиваля традиционно входят произведения разных эпох и жанров.

## История

### Возникновение
Истоки фестиваля восходят к 1950-м годам. В 1954 году праздновалось 150-летие со дня рождения Михаила Глинки, и Всесоюзный комитет по проведению юбилейных мероприятий возглавил Д. Д. Шостакович. Он лично посетил Смоленск и Новоспасское и выступил с речью у смоленского памятника Михаилу Глинке.
В феврале 1957 года в Советском Союзе широко отмечалось столетие со дня смерти Глинки, и в Смоленске также планировался посвящённый этой дате концерт. По личному приглашению тогдашнего директора Смоленской областной филармонии И. И. Хацкевича в Смоленск приехал народный артист СССР И. С. Козловский. Кроме него, участие в юбилейном мероприятии приняли Государственный симфонический оркестр, солист Большого театра М. О. Рейзен и арфистка Вера Дулова. После концерта Козловский, в частной беседе с 1-м секретарём обкома КПСС П. И. Дорониным, высказал предложение ежегодно проводить в Смоленске музыкальный праздник, посвящённый памяти Глинки. Позднее, в мае того же года, Козловский выступил с открытым письмом в газете «Рабочий путь», в котором ещё раз порекомендовал сделать торжества в честь Глинки ежегодными. В частности, он писал: «Чувство патриотизма и чувство гордости гением Глинки и русским искусством пережили мы ещё и ещё в момент возложения венков к памятнику великого композитора. <…> Почему бы ежегодно не отмечать глинкинскую дату на родине великого композитора? Не обязательно в феврале. Скажем — летом, в день рождения М. И. Глинки, когда очень многие смогли бы приехать в Новоспасское». Вскоре после этого смоленские обком и облисполком приняли соответствующее решение; был создан оргкомитет, в который вошли многие деятели культуры и искусства Смоленщины.

### Декада музыки и песни
Изначально глинковские фестивали носили название «Декада музыки и песни». Первая декада открылась 1 июня 1958 года; в ней приняли участие сводный городской хор и духовой оркестр. В числе приглашённых коллективов были симфонический оркестр Московской филармонии под руководством Вероники Дударовой и капелла под управлением А. А. Юрлова. Уже тогда возникла и впоследствии закрепилась традиция выезжать из Смоленска на родину Глинки — в село Новоспасское. В 1950-х — 1960-х годах глинковские декады привлекали большое количество как участников (в отдельных концертах выступало до 170 человек), так и зрителей. Музыкальные мероприятия проходили в эти дни не только в Смоленске, но и во всей Смоленской области. В 1960 году журнал «Советская музыка» писал о глинковских декадах следующее: «Этот праздник, ставший традиционным, принимает обычно всенародный характер. Музыка звучит в клубах, дворцах, парках, на улицах».

### Музыкальные фестивали имени Глинки
С 1967 года, начиная с десятой декады, торжества в честь Глинки стали называться музыкальными фестивалями. Количество участников возрастало, доходя до 400—500, а позднее, в 2000-х годах, — и до 1000. С 1969 года традиционной ведущей фестивалей стала лектор-музыковед Московской государственной академической филармонии Жанна Дозорцева.
В 1996 году фестиваль получил наименование «всероссийский», что существенно расширило его масштаб. С 2011 года он имеет статус международного.
Во всех фестивалях неизменно принимали участие коллективы и солисты Смоленской областной филармонии. В числе гостей фестиваля были в разные годы композиторы Тихон Хренников, Георгий Свиридов, Юрий Шапорин; симфонический оркестр СССР под управлением Е. Ф. Светланова, Российский национальный оркестр под управлением М. В. Плетнёва, оркестр «Русская филармония» под управлением Фабио Мастранджело; Государственный академический русский хор СССР под управлением А. В. Свешникова и В. Н. Минина, Русский народный хор им. М. Е. Пятницкого, хор русской песни Центрального телевидения и Всесоюзного радио под управлением Н. В. Кутузова; коллектив московской «Новой оперы»; Елена Образцова, Мария Биешу, Евгений Нестеренко, Александр Ведерников, Ирина Архипова, Анна Нетребко; Эмиль Гилельс, Святослав Рихтер, Павел Коган, Денис Мацуев, Константин Лифшиц.
В 2004 году, в честь двухсотлетия со дня рождения Глинки, фестиваль длился не десять, а двенадцать дней. В нём приняли участие оркестр «Новая Россия» под управлением Юрия Башмета и Большой симфонический оркестр под управлением Владимира Федосеева. В Новоспасском собралось более 20 тысяч зрителей и участников фестиваля. В рамках фестиваля прошла также международная конференция, посвящённая жизни и творчеству композитора.
За всё время своего существования фестивальная традиция не прерывалась ни разу. Единственным исключением стал 2020 год, когда фестиваль не проводился из-за эпидемии коронавируса.
В 2007 году смоленским областным книжным издательством «Смядынь» была выпущена книга «Летопись музыкальных фестивалей имени М. И. Глинки», посвящённая полувековой истории фестиваля. В 2017 году в издательстве «Свиток» вышла вторая часть «Летописи», подробно освещающая историю последних на тот момент десяти фестивалей.

## Традиции

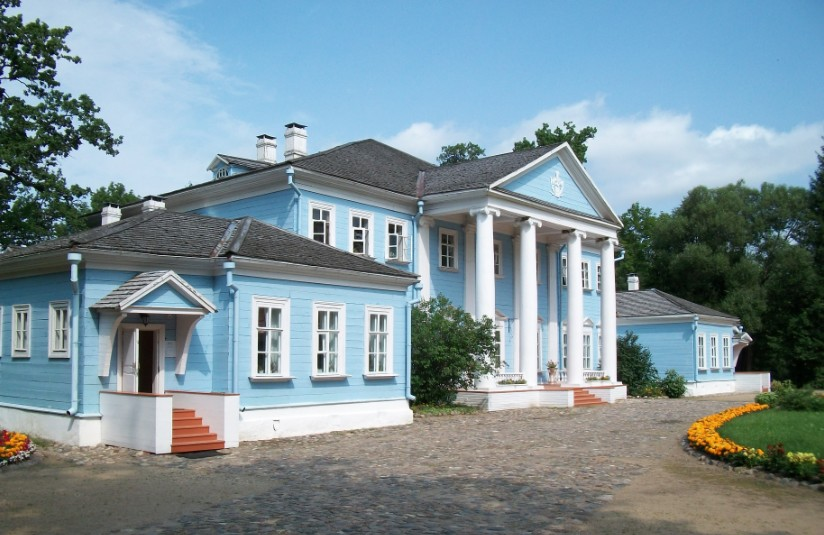
Музей-усадьба М. И. Глинки в Новоспасском

Учредителями фестиваля являются Министерство культуры России, Департамент Смоленской области по культуре и Смоленская областная филармония. По сложившейся традиции фестивальная декада начинается в Смоленске, а завершается в селе Новоспасском, где в 1804 году родился композитор и где находится его родовая усадьба, в настоящее время представляющая собой мемориальный музей. Открытие проходит в последнюю пятницу мая, закрытие — в первое воскресенье июня. Основными площадками фестиваля являются концертный зал имени М. И. Глинки в Смоленской областной филармонии и Смоленский государственный драматический театр имени А. С. Грибоедова.
Церемония открытия фестиваля обычно проходит в драматическом театре; как правило, концерт открывает симфонический оркестр исполнением увертюры к опере «Руслан и Людмила». Традиционно ведущей церемонии является заслуженный деятель искусств РФ Жанна Дозорцева; дважды вёл её также журналист Владимир Молчанов.
1 июня — в день рождения Глинки — участники и гости фестиваля собираются у памятника в саду Блонье (Горсад им. Глинки): первого в России памятника композитору, торжественно открытого 20 мая 1885 года в присутствии П. И. Чайковского, М. А. Балакирева, С. И. Танеева и др. После торжественного слова и возложения цветов звучит музыка Глинки — музыканты выступают под открытым небом.
В программах фестивалей неизменно представлены разнообразные жанры: симфоническая и камерная музыка, инструментальное, вокальное и хоровое исполнительство, народная музыка, джаз, хореография. Одной из традиций является «концерт-приношение» смоленских композиторов Михаилу Глинке. Для жителей области организуются выездные концерты.